# Olofströms IBK
Olofströms IBK är en innebandyklubb i Olofström i  Sverige, bildad 1986. Klubben grundades av Anders Ohlsson och Charles Tiri. Herrlaget spelade i Sveriges högsta division under säsongen 1989/1990.klubben förkortas även OIBK 

### Fotnoter
1. ↑  ”Lokal innebandyhistoria”. Olofströms IBK. Arkiverad från originalet den 7 februari 2015. https://web.archive.org/web/20150207172404/http://www4.idrottonline.se/OlofstromsIBK-Innebandy/Foreningen/Var-Historia/Lokal-innebandy-historia/. Läst 14 oktober 2013.
2. ↑  ”Division 1 södra 1989/90 herrar”. Svenska Innebandyförbundet. Arkiverad från originalet den 7 februari 2015. https://web.archive.org/web/20150207182922/http://issuu.com/innebandy.se/docs/198990h1s?e=4128515/2048167. Läst 14 oktober 2013.